# 보리도차제론
보리도차제론(菩提道次第論, Bodhipathapradīpa)은 11세기의 스승 아티샤가 산스크리트어로 저술한 불교 문헌이며, 그의 대표작으로 여겨진다. 명칭의 의미는 '자각의 길로의 등불'이다. 다양한 불교 유파, 불교 철학의 교리를 아우르고 있으며, 이 서적에서 도입한 영적인 열망의 세 단계(하사, 중사, 상사)는 결국 람림 전통의 기반이 되었다. 이 서적은 티베트어로 Byang chub lam gyi sgron ma라는 제목으로 번역되었다.

### 참고 문헌
- sgam po pa; Günther, Herbert V. (2001년 5월 1일). 《The Jewel Ornament of Liberation》. Shambhala. ISBN 978-1-57062-614-2.
- 아티샤; Sherburne, Richard (1983년 9월 1일). 《A Lamp for the Path and Commentary》. Unwin Hyman. ISBN 978-0042941257.
- 아티샤; Sherburne, Richard (2003). 《The Complete Works of Atisha, The Lamp for the Path & Commentary (2nd edition)》. Aditya Prakashan 2nd edition (2003). ISBN 978-8177420227.